# Путинцев, Николай Платонович
Николай Платонович Путинцев (30 января 1930, деревня Киреевка, Богородский район, Томский округ, Сибирский край, РСФСР, СССР — 26 июля 2011, Томск, Россия) — бывший сотрудник ГАИ, ставший настоящей легендой Томска и известный как в городе, так и за его пределами как «дядя Коля».

## Биография
Родился на берегах Оби в деревне Киреевка (ныне село Киреевск) в крестьянской семье.
Окончив школу, работал маляром, плотником. Работа помешала образованию, до конца жизни в активе «дяди Коли» остались только пять классов средней школы.
В 1951 году был призван на срочную службу в ряды Советской армии. Отслужил 3 года 6 месяцев и 21 день стрелком в воинских частях на Дальнем Востоке в заливе Ольги. 20 августа 1954 года уволен в запас.
28 октября 1954 года подал заявление на работу в милиции и Приказом от 12 ноября 1954 года назначен милиционером отделения милиции РУД в городе Томске.
13 лет он проработал на посту у понтонной переправы, а затем 23 года — на посту у кинотеатра им. Горького на перекрёстке проспекта Ленина и переулка Нахановича.
Существует легенда, что «дядя Коля» в 1980-е годы за превышение скорости остановил машину первого секретаря обкома Егора Лигачёва. Высокий партийный деятель не только не наказал строптивого гаишника, но даже поблагодарил за хорошую службу.

Памятник Н. П. Путинцеву

Уволен из органов внутренних дел в связи с уходом на пенсию 29 августа 1994 года.
Умер 26 июля 2011 года. Похоронен на томском кладбище «Бактин».

## Награды
- Почётный гражданин Томска
- Медаль «За безупречную службу» 1 степени[6]
- Юбилейная медаль «50 лет советской милиции»
- Медаль «Ветеран труда»
- Юбилейная медаль «50 лет Победы в Великой Отечественной войне 1941—1945 гг.»
- Юбилейная медаль «65 лет Победы в Великой Отечественной войне 1941—1945 гг.»
- Нагрудный знак «Отличник милиции»
- Нагрудный знак «За отличие в службе ГАИ» I ст. (1995 год)
- Лауреат программы «Общественное признание» (2001 год)

17 сентября 2012 года в Томске состоялось открытие памятника Путинцеву Николаю Платоновичу на его посту — углу проспекта Ленина и переулка Нахановича. Средства на памятник собирали в том числе простые горожане. Удалось собрать более 2,5 миллионов рублей.